# Teaser and the Firecat
Albums de Cat Stevens
Tea for the Tillerman
(1970) Catch Bull at Four
(1972)
Teaser and the Firecat est le cinquième album studio du chanteur Cat Stevens, sorti en 1971. À noter la présence au piano de Rick Wakeman pour la chanson Morning Has Broken, sur un poème d'Eleanor Farjeon. Wakeman a créé la mélodie au piano, mais n'a pas été crédité pour son travail. C'est aussi le titre d'un livre pour enfants écrit et illustré par Stevens et mettant en scène les personnages illustrés sur la pochette de l'album. Linda Lewis fait aussi les chœurs vers la fin de la chanson How Can I Tell You. Le jeune garçon au chapeau haut de forme est le  Teaser, et le chat orange est le Firecat, ils tentent de remettre en place la lune après qu'elle soit tombée du ciel. Publié en 1972, le livre n'est plus imprimé depuis le milieu des années 1970.
L'album rencontre un important succès commercial, dépassant même son prédécesseur Tea for the Tillerman, atteignant le top 3 dans les classements américains et britanniques et reste cinq semaines dans les charts australiens.
La chanson Rubylove est chantée en anglais et en grec avec les bouzoukis de Andreas Toumazis et de Angelos Harzipavli.

## Liste des titres
Toutes les chansons sont écrites et composées par Cat Stevens sauf Morning Has Broken.
| No  | Titre                                                                  | Durée |
| --- | ---------------------------------------------------------------------- | ----- |
| 1.  | The Wind                                                               | 1:42  |
| 2.  | Rubylove                                                               | 2:37  |
| 3.  | If I Laugh                                                             | 3:20  |
| 4.  | Changes IV                                                             | 3:32  |
| 5.  | How Can I Tell You                                                     | 4:24  |
| 6.  | Tuesday's Dead                                                         | 3:36  |
| 7.  | Morning Has Broken (chanson traditionnelle, paroles d'Eleanor Farjeon) | 3:20  |
| 8.  | Bitterblue                                                             | 3:12  |
| 9.  | Moonshadow                                                             | 2:52  |
| 10. | Peace Train                                                            | 4:04  |

## Musiciens
- Cat Stevens : chant, guitare acoustique, claviers
- Alun Davies : guitare, chœurs
- Andreas Toumazis et Angelos Harzipavli : bouzouki sur Rubylove
- Larry Steele : basse, congas
- Rick Wakeman : piano sur Morning Has Broken (non crédité)
- Jean Alain Roussel : orgue Hammond sur Peace Train
- Andy Roberts : orgue Kriwaczek de cordes sur How Can I Tell You (non crédité)
- Linda Lewis : chœurs sur How Can I Tell You
- Gerry Conway : batterie percussions
- Harvey Burns : batterie, percussions
- Del Newman : arrangement des cordes

## Classements
| Classement (1971)             | Meilleure position |
| ----------------------------- | ------------------ |
| Allemagne (Media Control AG)  | 23                 |
| États-Unis (Billboard 200)    | 2                  |
| Norvège (VG-lista)            | 2                  |
| Nouvelle-Zélande (RIANZ)      | 25                 |
| Royaume-Uni (UK Albums Chart) | 2                  |